# Joan Baptista Cendrós
Joan Baptista Cendrós Carbonell (Barcelona, 1916 - 9 de julio de 1986) fue un empresario y promotor cultural español.

## Biografía
Hacia la década de 1920 trabajó en calidad de socio en la empresa Haugrón Cientifical SA, que producía el conocido masaje facial "Floïd", y con los beneficios que obtuvo se convirtió en patrocinador de numerosas actividades culturales nacionalistas durante el franquismo. Fue consuegro de Josep Colomer Ametller, fundador de la empresa de cosmética y belleza Henry-Colomer.
Fundador de Òmnium Cultural en 1961, financió el funcionamiento del Instituto de Estudios Catalanes. Asimismo, fue uno de los patrocinadores de los autores de la Nova Cançó catalana, de Edicions Proa, los premios Sant Jordi de novela y Carles Riba de poesía en 1959 y de la fundación de la Gran Enciclopedia Catalana en 1980. También fue uno de los fundadores del grupo financiero Banca Catalana y directivo de la misma, encontrándose entre los dieciocho miembros de dicha entidad a los que la fiscalía quiso procesar en el denominado Caso Banca Catalana.
Participó igualmente en política. A finales de la década de 1960 fundó, junto con otros el grupo Libertad y Democracia Social, que en 1975 se convertiría en el partido político Esquerra Democràtica de Catalunya. Este partido se presentó a las primeras elecciones democráticas en 1977 dentro del Pacte Democràtic per Catalunya, que finalmente se integró en Convergència Democràtica de Catalunya (CDC). En 1985 recibió la Cruz de Sant Jordi.
En sus memorias escritas en 1993, su compañero Manuel Ortínez le cita pronunciando la siguiente frase: 

«Yo soy un fascista catalán, yo soy un nazi catalán, y no acepto nada de España y pienso que todo lo que se haga para matar castellanos es bueno».(pág, 74).